# شيروود (أوهايو)
شيروود (بالإنجليزية: Sherwood village, Ohio)‏ هي قرية تقع بولاية أوهايو في الولايات المتحدة. تبلغ مساحتها 4.07 كم2، وترتفع عن سطح البحر 217 م، بلغ عدد سكانها 827 نسمة في عام 2010 حسب إحصاء مكتب تعداد الولايات المتحدة وتصل الكثافة السكانية فيها 203.2 نسمة لكل كيلومتر مربع (526.3/ميل2).

## التركيبة السكانية
حدّد مكتب تعداد الولايات المتحدة بيانات التركيبة السكانية لشيروود في تعداد الولايات المتحدة. في ما يلي، التركيبة السكانية حسب تعدادي 2000 و2010.

### تعداد عام 2000
بلغ عدد سكان شيروود 801 نسمة بحسب تعداد عام 2000، وبلغ عدد الأسر 301 أسرة وعدد العائلات 228 عائلة مقيمة في القرية. في حين سجلت الكثافة السكانية 196.8 نسمة لكل كيلومتر مربع (509.7/ميل2). وبلغ عدد الوحدات السكنية 315 وحدة بمتوسط كثافة قدره 77.4 لكل كيلومتر مربع (200.5/ميل2).
وتوزع التركيب العرقي للقرية بنسبة 96% من البيض و0.75% من الأمريكيين الأفارقة و0.37% من الأمريكيين الأصليين و1.87% من الأعراق الأخرى و1% من عرقين مختلطين أو أكثر و3.50% من الهسبانيون أو اللاتينيون من أي عرق.
بلغ عدد الأسر 301 أسرة كانت نسبة 39.5% منها لديها أطفال تحت سن الثامنة عشر تعيش معهم، وبلغت نسبة الأزواج القاطنين مع بعضهم البعض 60.8% من أصل المجموع الكلي للأسر، ونسبة 10.3% من الأسر كان لديها معيلات من الإناث دون وجود شريك، بينما كانت نسبة 4.7% من الأسر لديها معيلون من الذكور دون وجود شريكة وكانت نسبة 24.3% من غير العائلات. تألفت نسبة 21.3% من أصل جميع الأسر من عدة أفراد يعيشون في نفس المنزل ونسبة 9.6% كانت تتألف من شخص يعيش بمفرده يبلغ من العمر 65 عاماً أو أكثر. وبلغ متوسط حجم الأسرة المعيشية 2.66، أما متوسط حجم العائلات فبلغ 3.04.
بلغ العمر الوسطي للسكان 35.5 عاماً. وكانت نسبة 27.3% من القاطنين تحت سن الثامنة عشر، وكانت نسبة 8.5% بين الثامنة عشر والرابعة والعشرين عاماً، ونسبة 29.5% كانت واقعةً في الفئة العمرية ما بين الخامسة والعشرين والرابعة والأربعين عاماً، ونسبة 22.2% كانت ما بين الخامسة والأربعين والرابعة والستين، ونسبة 12.5% كانت ضمن فئة الخامسة والستين عاماً فما فوق. يوجد لكل 100 أنثى 89.8 ذكر، ويوجد لكل 100 أنثى في الثامنة عشر من عمرها فما فوق 90.8 ذكر.
بلغ متوسط دخل الأسرة في القرية 39,135 دولارًا، أما متوسط دخل العائلة فبلغ 42,188 دولارًا. وكان متوسط دخل الذكور 32,130 دولارًا مقابل 23,500 دولارًا للإناث. وسجل دخل الفرد الخاص بالقرية 16,212 دولارًا. وكانت نسبة 10.9% من العائلات ونسبة 12.5% من السكان تحت خط الفقر، وكان من هؤلاء نسبة 16.3% تحت سن الثامنة عشر ونسبة 17.3% في الخامسة والستين من العمر وما فوق.

### تعداد عام 2010
بلغ عدد سكان شيروود 827 نسمة بحسب تعداد عام 2010، وبلغ عدد الأسر 327 أسرة وعدد العائلات 226 عائلة مقيمة في القرية. في حين سجلت الكثافة السكانية 203.2 نسمة لكل كيلومتر مربع (526.3/ميل2). وبلغ عدد الوحدات السكنية 356 وحدة بمتوسط كثافة قدره 87.5 لكل كيلومتر مربع (226.6/ميل2).
وتوزع التركيب العرقي للقرية بنسبة 96.74% من البيض و0.36% من الأمريكيين الأفارقة و0.24% من الأمريكيين الأصليين و0.12% من الأمريكيين ذوي الأصول الآسيوية و0.85% من الأعراق الأخرى و1.69% من عرقين مختلطين أو أكثر و4.84% من الهسبانيون أو اللاتينيون من أي عرق.
بلغ عدد الأسر 327 أسرة كانت نسبة 35.5% منها لديها أطفال تحت سن الثامنة عشر تعيش معهم، وبلغت نسبة الأزواج القاطنين مع بعضهم البعض 50.8% من أصل المجموع الكلي للأسر، ونسبة 12.8% من الأسر كان لديها معيلات من الإناث دون وجود شريك، بينما كانت نسبة 5.5% من الأسر لديها معيلون من الذكور دون وجود شريكة وكانت نسبة 30.9% من غير العائلات. تألفت نسبة 26.9% من أصل جميع الأسر من عدة أفراد يعيشون في نفس المنزل ونسبة 13.1% كانت تتألف من شخص يعيش بمفرده يبلغ من العمر 65 عاماً أو أكثر. وبلغ متوسط حجم الأسرة المعيشية 2.53، أما متوسط حجم العائلات فبلغ 3.04.
بلغ العمر الوسطي للسكان 36.0 عاماً. وكانت نسبة 28.4% من القاطنين تحت سن الثامنة عشر، وكانت نسبة 6.7% بين الثامنة عشر والرابعة والعشرين عاماً، ونسبة 25.6% كانت واقعةً في الفئة العمرية ما بين الخامسة والعشرين والرابعة والأربعين عاماً، ونسبة 23.7% كانت ما بين الخامسة والأربعين والرابعة والستين، ونسبة 15.6% كانت ضمن فئة الخامسة والستين عاماً فما فوق. وتوزع التركيب الجنسي للسكان بنسبة 46.9% ذكور و53.1% إناث.